# Kocham wszystkie kobiety (film niemieckojęzyczny)
Kocham wszystkie kobiety (niem. Ich liebe alle Frauen) – niemiecki film komediowo-muzyczny. W głównej podwójnej roli grał polski aktor i piosenkarz Jan Kiepura.

## Treść
Słynny tenor Jan Moreno odmawia, po swoim występie, przybycia na ważne przyjęcie do księżnej. Zdesperowany impresario artysty odnajduje Eddiego, dostawcę towarów, który łudząco przypomina tenora z wyglądu. Impresario namawia go by udał się na przyjęcie zamiast Moreny. Powoduje to wiele nieporozumień i komplikacji, szczególnie, że Susie, narzeczona Eddiego, zakochuje się w Morenie, a córka bogatego "króla ogórków" Camilla, obdarza uczuciem dostawcę towarów, sądząc, że jest to sławny tenor.

## Obsada
- Jan Kiepura – Jan Morena / Eddie
- Inge List – Camilla Weissmeier
- Theo Lingen – Hans Dienz, impresario
- Adele Sandrock – księżna
- Lien Deyers – Susi
- Fritz Imhoff – Sebastian Weismaier, handlarz ogórkami
- Margarete Kupfer – Pani Schmidt
- Rudolf Platte – Berhard, garderobiany Moreny